# Херберт Гудјонс
Херберт Гудјонс (3. децембар 1940) немачки је педагог.

## Биографија
Херберт Гудјонс аутор је многих дела из педагогије и један је од најутицајнијих педагога савремене педагогије.

## О образовању
Гудјонс сматра да образовање значи:
- оспособљавање за разборито самоодређење;
- развој субјекта у медију, објективизација досадашње људске културе;
- продуктивно учествовање у култури;
- постизање индивидуалности и друштвености;
- општеважеће, тј. за све људе једнаковажеће образовање;
- многостраност - морална, когнитивна, естетска и практична димензија.

"Образовање - које успева тек као само-образовање - обухвата дакле више и друкчије него само знање, образовна добра или унутрашњи развој снага."